# Tetrahidroquinolina
La tetrahidroquinolina es un compuesto orgánico que es el derivado semihidrogenado de la quinolina. Es un aceite incoloro.

## Usos
Los derivados sustituidos de la tetrahidroquinolina son comunes en la química medicinal. La oxamniquina, la dinemicina, la viratmicina y el nicainoprol son tetrahidroquinolinas bioactivas. Normalmente, los derivados de tetrahidroquinolina se preparan mediante hidrogenación parcial de la quinolina correspondiente utilizando catalizadores heterogéneos.

## Síntesis
Las tetrahidroquinolinas se producen por hidrogenación de quinolinas. Debido a que la hidrogenación es reversible, la tetrahidroquinolina se ha examinado a menudo como un disolvente donante de hidrógeno en la licuefacción del carbón.
Utilizando catalizadores homogéneos, se ha demostrado la hidrogenación asimétrica. También se puede preparar a partir de 1-indanona (benzociclopentanona).